# 札幌大谷大学プレゼンツ「たがりな!」
『札幌大谷大学プレゼンツ「たがりな!」』は、エフエム北海道（AIR-G'）で、月曜から木曜の22:55から23:00に放送されていた、ラジオドラマ番組。

## 概要
企画・制作・キャラクターデザイン・声優・音楽制作のすべてを札幌大谷大学の学生プロジェクトチームが担当していた。
放送期間は、第1シーズンが2018年4月2日（月曜）～2018年10月31日（水曜）、第2シーズンが2019年6月3日（月曜）～2019年11月28日（木曜）。

## リンク
- FM AIR-G’ 札幌大谷大学プレゼンツ「たがりな!!」
- たがりな！！製作委員会 (@radio_tagarina) - X（旧Twitter）